# O Sonho de um Homem Ridículo

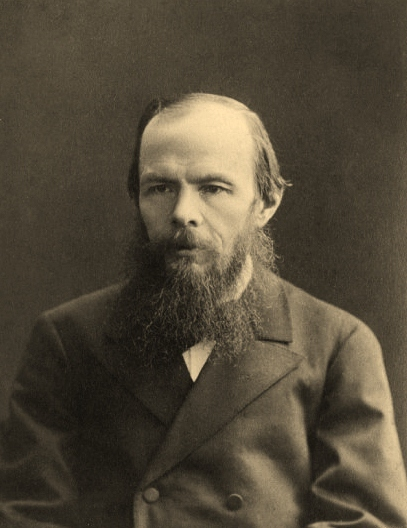
Dostoiévski no ano de 1879

O Sonho de um Homem Ridículo (em russo: Сон смешного человека) é um conto do escritor russo Fiódor Dostoiévski de 1877. É dividido em cinco partes e contado por um narrador-protagonista, que teve uma revelação através de um sonho utópico. Ele relata suas experiências a partir do momento em que conclui que não há mais nada para viver, e, portanto, determina-se a cometer suicídio. Um encontro casual com uma jovem o faz mudar de ideia.
Segundo o teórico literário e estudioso de Dostoiévski, Mikhail Bakhtin, o sonho de um homem ridículo é "praticamente uma enciclopédia completa dos temas mais importantes de Dostoiévski".

## Enredo
A história começa com o narrador vagando pelas ruas de São Petersburgo. Ele devaneia acerca da sua vida no que afirma para si mesmo que ele sempre foi uma pessoa ridícula, reflete também sobre como recentemente ele chegara à conclusão de que nada mais importava para ele. É esta revelação que o leva à ideia de suicídio. O narrador da história revela que ele havia comprado um revólver no mês anterior, com a intenção de atirar na própria cabeça.
Apesar de uma noite triste, o narrador olha para o céu e vê uma estrela solitária. Pouco depois de ver a estrela, uma menina vem correndo na direção dele. O narrador supõe que algo está errado com a mãe da menina. Ele não dá atenção a menina, que está desesperada, e fala para ela ir pedir a ajuda de outra pessoa com um tom de voz exasperado, e em seguida vai para seu apartamento.
Uma vez em seu apartamento, o narrador afunda-se numa cadeira e coloca a arma na mesa ao lado dele. Ele hesita em atirar-se por causa de uma sensação incômoda de culpa que o atormentava desde que ele se desviava a moça, negando-a auxílio. O protagonista lida com questões internas por algumas horas antes de adormecer na cadeira. Ao dormir, ele tem para um sonho muito vívido.
No sonho, ele atira-se no coração. Ele morre, mas ele ainda está consciente de seu entorno. Ele reúne a existência de um funeral, e ele também está enterrado. Após um período de tempo indeterminado em seu túmulo frio, a água começa a escorrer para baixo em suas pálpebras. O protagonista-narrador pede perdão. De repente, seu túmulo é aberto por uma figura desconhecida e obscura. Esta figura o resgata de seu túmulo, e, em seguida, os dois voam pelo céu e no espaço. Depois de voar pelo espaço por um longo tempo, o narrador é depositado em um planeta muito parecido com a Terra, mas não a Terra que ele deixara por suicídio.
O personagem é colocado especificamente no que parece ser na literatura judaico-cristã, a terra antes da queda adâmica, ou uma idílica ilha grega. Logo, os habitantes da ilha o encontram, e eles estão felizes, felizes como pessoas sem pecado. O protagonista vive nesta utopia por muitos anos, o tempo todo impressionado com a bondade ao seu redor.
Um dia, o narrador começa a ensinar aos outros habitantes coisas como a mentira. Nisto começa a corrupção da utopia. As mentiras geram orgulho, e o orgulho gera uma avalanche de outros pecados. Logo, o primeiro assassinato ocorre. As facções são feitas, as guerras são travadas. A ciência suplanta a emoção, e os membros da antiga utopia são incapazes de lembrar da sua felicidade anterior. O narrador se invoca contra o povo, ele implora por martírio, o que não ocorre.
Então ele acorda, um homem mudado, completamente grato pelo dom da vida. Ele resolve passar o resto de seus dias pregando a verdade. E compreende que sua principal lição na terra é a de amar aos outros como a si mesmo.
Na conclusão da história, o narrador afirma que ele ainda procura a menina, e que vai continuar, presumivelmente numa referência à possibilidade de expiação de seus erros passados.

## Adaptações
O conto teve uma adaptação da BBC chamada The Dream (1990), de Murray Watts. The Dream é um monólogo. O diretor foi Norman Stone ("Sombras") e foi estrelado por Jeremy Irons.